# Тосканські чорні кростіні

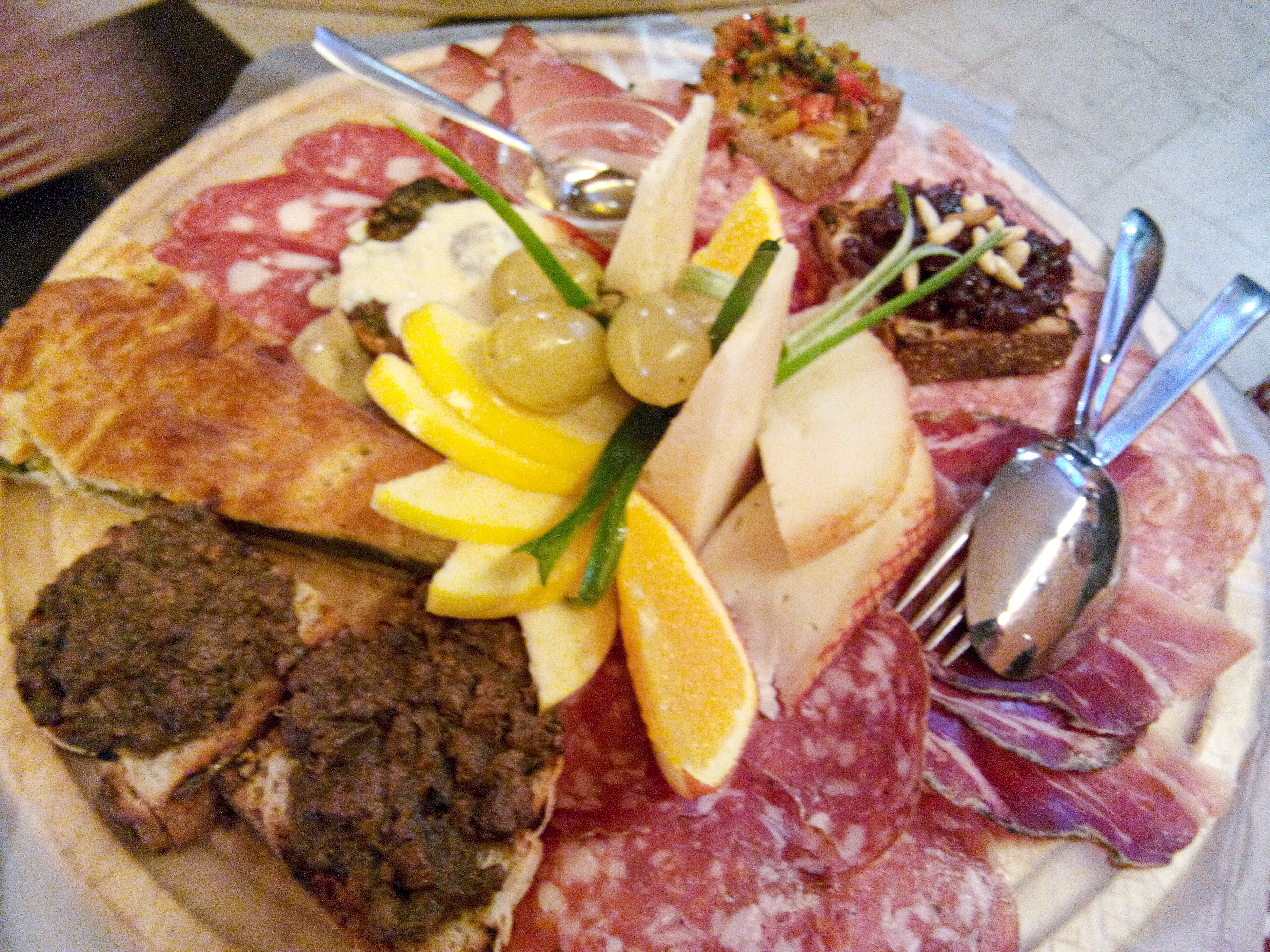
Тосканська закуска

Тоска́нські чорні крості́ні, тоска́нські крості́ні, чо́рні крості́ні — популярна закуска, типова для Тоскани, яка використовується виключно для антипасто. Вона являє собою паштет зі шматочками курячої печінки, анчоусів та каперців. Приготування може відрізнятися в різних провінціях регіону.

## Етимологія
Прикметник чорний пов'язаний з дуже темним кольором паштету. Але це також суперечить кольорам інших інгредієнтів страви (гриби, нарізана зелень, сирі ковбаски, тощо), які є частиною цієї типової тосканської закуски. Зокрема, в районі Крете Сенесі чорні кростіні протиставляються іншим більш поширеним тут — білим кростіні.

## Приготування
Основним рецептом, який часто називають «ареттинським», є рецепт, поширений у кількох провінціях (Ареццо, Флоренція, Прато та Пістоя). Він передбачає на одну порцію закуски: 50 грамів курячої печінки, обсмаженої в цибулі (в деяких варіантах також з додаванням селери та/або моркви) та тосканській олії, деглазуванної білим вином та варенної в невеликій кількості м'ясного бульйону. Потім за смаком слід додати порізані анчоуси та каперці. Далі суміш пропускають через овочевий млин або подрібнюють за допомогою блендера, хоча останній не рекомендується, оскільки це може порушити консистенцію паштету.

## Варіанти
«Пізанський» варіант передбачає використання фаршу. У «сієнському» рецепті замість курячої печінки використовується теляча селезінка, але у значно меншій кількості. Фарш складається з пасерованої цибулі, селери та моркви, невеликої кількості курячої печінки та близько 50 грамів «обробленої» телячої селезінки на порцію. Решта приготування схожа на ареттинським рецепт. Інші варіанти включають використання ковбаси, шинки, масла або помідорів. Також до печінки можна додати курячі шлуночки, вино можна замінити на Він Санто.

## Подавання
Паштет подається як закуска, намазана на скибочки тосканського хліба, часто у спеціальній формі, що називається «віночком для грінок» (італ. frusta per crostini). Скибочки можна підсмажити, приготувати на грилі, з нижньою або обома сторонами змоченими в бульйоні. У багатьох ресторанах його також подають у мисці, яка підігрівається свічкою.